# Nikaia (stacja metra)
Nikaia – stacja ateńskiego metra na linii 3 (niebieskiej). Została otwarta 7 lipca 2020 roku. Zlokalizowana jest w greckim mieście Nikaia.